# Juraj Švec
Juraj Švec (ur. 16 stycznia 1938 w Bratysławie, zm. 17 lutego 2017 tamże) – słowacki lekarz, onkolog, nauczyciel akademicki i polityk, profesor, w latach 1991–1997 rektor Uniwersytetu Komeńskiego w Bratysławie, poseł do Rady Narodowej, kandydat w wyborach prezydenckich w 1999.

## Życiorys
W 1955 ukończył szkołę średnią w Bratysławie, a w 1961 studia na wydziale lekarskim Uniwersytetu Komeńskiego w Bratysławie. Doktorat z medycyny uzyskał w 1983, w 1987 został profesorem. W latach 60. pracował jako lekarz w miejscowości Wyżnie Hagi i jako asystent w zakładzie radiologii Instytutu Dalszego Kształcenia Lekarzy i Farmaceutów w Bratysławie. W 1970 został asystentem w katedrze onkologii, radiologii i medycyny nuklearnej wydziału lekarskiego Uniwersytetu Komeńskiego. Pełnił funkcję kierownika tej katedry, od 1990 kierował zakładem onkologii na tym wydziale, a w latach 1998–2004 stał na czele kliniki onkologii. Był też zawodowo związany z instytutem onkologii Słowackiej Akademii Nauk. W latach 1991–1997 pełnił funkcję rektora Uniwersytetu Komeńskiego.
W pracy badawczej zajmował się problematyką onkologii klinicznej i eksperymentalnej, w szczególności kwestiami dotyczącymi raka sutka.
W latach 90. zaangażował się także w działalność polityczną. W latach 1994–2002 przez dwie kadencje sprawował mandat posła do Rady Narodowej. W 1994 został wybrany z ramienia Unii Demokratycznej Słowacji (przekształconej następnie w Unię Demokratyczną, do której wstąpił formalnie w 1997). W 1998 z powodzeniem ubiegał się o reelekcję z ramienia Słowackiej Koalicji Demokratycznej. W 1999 był niezależnym kandydatem w wyborach prezydenckich, uzyskując w pierwszej turze głosowania 0,8% głosów. W 2000 wraz z Jánem Budajem współtworzył partię Liberálnodemokratická únia.